# George Bailey (lekkoatleta)
George William Bailey (ur. 29 kwietnia 1906 w Buxton, zm. 24 lipca 2000 w Bury St Edmunds) – brytyjski lekkoatleta, długodystansowiec, mistrz igrzysk Imperium Brytyjskiego, olimpijczyk.
Na igrzyskach olimpijskich reprezentował Wielką Brytanię, a na igrzyskach Imperium Brytyjskiego i mistrzostwach w biegach przełajowych Anglię.
Zwyciężył w biegu na 2 mile z przeszkodami na igrzyskach Imperium Brytyjskiego w 1930 w Hamilton, wyprzedzając Australijczyka Alexa Hillhouse’a i swego kolegę z reprezentacji Anglii Vernona Morgana. Zajął 5. miejsce w biegu na 3000 metrów z przeszkodami na igrzyskach olimpijskich w 1932 w Los Angeles. Po przebiegnięciu 3000 metrów zajmował 2. miejsce, lecz sędziowie omyłkowo nakazali zawodnikom przebiec jeszcze jedno okrążenie, co kosztowało Baileya medal. Startował na tych igrzyskach także w biegu na 5000 metrów, ale odpadł w eliminacjach.
Zdobył brązowy medal w biegu na 2 mile z przeszkodami na igrzyskach Imperium Brytyjskiego w 1934 w Londynie, ulegając jedynie swym kolegom z drużyny  Anglii Stanleyowi Scarsbrookowi i Tomowi Evensonowi.
Pięciokrotnie reprezentował Anglię w międzynarodowych mistrzostwach w biegach przełajowych, zajmując kolejno: 6. miejsce w 1930 w Royal Leamington Spa, 5. miejsce w 1932 w Brukseli, 5. miejsce w 1933 w Newport, 23. miejsce w 1935 w Paryżu i 26. miejsce w 1937 w Brukseli. Drużyna Anglii zwyciężyła we wszystkich tych mistrzostwach, a miejsca Baileya liczyły się w pierwszych trzech spośród nich (do punktacji drużynowej zaliczano miejsca pierwszych sześciu zawodników danej reprezentacji).
Bailey był mistrzem Wielkiej Brytanii (AAA) w biegu na 2 mile z przeszkodami w 1930 i 1935, wicemistrzem w latach 1931–1933 oraz brązowym medalistą w 1934, a także mistrzem w biegu na 10 mil w 1933.